# Margaritis Shinas
Margaritis Shinas (grško: Μαργαρίτης Σχοινάς), grški politik, pravnik in evropski komisar, * 28. julij 1962, Thessaloniki, Grčija.
Je aktualni podpredsednik Evropske komisije in komisar za zaščito evropskega načina življenja.

## Življenjepis

### Mlada leta in izobraževanje
Rodil se je 28. julija 1962 v Solunu. Izobraževal se je na več institucijah v Evropi; na Pravni šoli Univerze v Solunu je leta 1985 diplomiral iz prava, leta 1986 je na Visoki šoli za Evropo v Bruslju diplomiral iz naprednih evropskih študij ter nato še magistriral v Londonu.

### Delovanje v Evropski uniji
Od leta 1990 je bil zaposlen v Evropski komisiji, od leta 2004 na višjih položajih. V času komisarjata Markosa Kyprianouja, je Shinas vodil njegov kabinet. Ko je 25. septembra 2007 odstopil Shinasov strankarski kolega iz stranke Nova demokracija Antonis Samaras, je Shinas zasedel njegovo mesto poslanca v Evropskem parlamentu. Na novih evropskih volitvah, ki so potekale leta 2009, se ni odločil za kandidaturo. 
Ko je leta 2009 nastopila nova evropska komisija pod vodstvom Joséja Manuela Barrosa, je le-ta Shinasa naslednje leto imenoval na čelo Urada svetovalcev za evropsko politiko. Leta 2013 je bil imenovan za direktorja v generalnem direktoratu Komisije za Ekonomske in finančne zadeve. Ob nastopu nove Evropske komisije pod vodstvom Jeana-Claudeja Junckerja leta 2014, je Margaritis Shinas postal glavni tiskovni predstavnik Evropske komisije.

#### Evropski komisar
Novi grški premier Kyriakos Mitsotakis je v prvi polovici poletja 2019 sporočil, da bo Margaritis grški kandidat za evropskega komisarja v komisiji Ursule von der Leyen. Pred odborom je bil zaslišan 3. oktobra 2019, kjer je tudi dobil podporo.

### Zasebno
Poročen je s strankarsko kolegtico iz Španije Mercedeso Alvargonzález.
Govori grški, angleški, francoski in španski jezik. 